# Centrale nucleare di Ōma
La centrale nucleare di Ōma (大間原子力発電所?, Ōma genshiryoku hatsudensho, chiamata anche centrale nucleare di Ohma) è una centrale nucleare giapponese situata presso la città di Ōma nella prefettura di Aomori. L'impianto in costruzione è composto da un unico reattore ABWR da 1325MW.

## Espansione dell'impianto
Precedentemente all'incidente di Fukushima era in discussione la proposta di costruzione di un secondo reattore.